# Mariuccia Iacovino
Maria Iacovino, conhecida como Mariuccia Iacovino (Rio de Janeiro, 12 de dezembro de 1912 – Rio de Janeiro, 16 de maio de 2008) foi uma violinista e professora brasileira.
Teve sua iniciação musical indiretamente, ouvindo em segredo as lições de teoria musical que sua irmã recebia. Em 1918 foi aprovada no exame do Instituto Nacional de Música, passando a estudar violino com Paulina d’Ambrósio. Com 13 anos viajou para a Espanha, onde estudou com Fernández Arbós. Um ano depois estava de volta ao Rio, retomando suas aulas com D'Ambrósio e diplomando-se em 1927. Em 1930 venceu o concurso do Instituto Nacional de Música e viajou novamente para a Europa para aperfeiçoamento.
Depois de retornar passou a dar concertos, muitas vezes colaborando com Alfredo Gomes e Edoardo de Guarnieri, e lecionava violino na Academia de Música Lorenzo Fernandez, onde fundou uma sociedade para organização de recitais de quarteto. Através de D'Ambrósio conheceu Villa-Lobos, e através dele, seu futuro marido, o pianista Arnaldo Estrella, com quem formou o Duo Iacovino Estrella, dedicado à promoção da música de câmara. Em 1945, a convite do governo francês, o casal se fixou em Paris, onde reuniu um grupo de intelectuais que incluía Jorge Amado e Zélia Gattai. Em 1949 Iacovino estreou em Paris a Fantasia de Movimentos Místicos de Villa-Lobos, junto com a Orquestra Cologne, e três anos depois, junto com Jorge Amado, Cândido Portinari e Pablo Picasso, participou do Congresso de Varsóvia, organizado pelo poeta chileno Pablo Neruda em prol da paz. Em 1951 Camargo Guarnieri dedicou-lhe o Choro para violino e orquestra, que ela estreou no ano seguinte com a Orquestra Nacional da França, dirigida por Eugène Bigot. Guarnieri também lhe dedicou a Sonata nº 4 para violino e piano (1956).
Permaneceram na Europa até 1954. Voltando ao Brasil, fundou com o marido em 1957 o Quarteto do Rio de Janeiro, tendo Frederick Stephany na viola e Iberê Gomes Grosso no violoncelo, realizando muitas apresentações no Brasil e Europa e vencendo em 1964 o Concurso Internacional de Quartetos Villa-Lobos. O grupo foi encampado pelo governo do Rio em 1969 e permaneceu ativo até 1979, passando por várias formações, sendo ressuscitado em 2009. Iacovino também fundou em 1968 em Petrópolis a Sociedade Villa-Lobos, dedicada à organização de concertos.
Iacovino desenvolveu uma aplaudida carreira, reconhecida no Brasil e no exterior como uma grande violinista, recebendo o apelido de "a grande dama do violino brasileiro". Segundo Maria Luiza Nobre, "a violinista foi, e sempre será um ícone no Brasil, desde o começo dos estudos de seu instrumento, sendo reconhecida como menina prodígio, [...] sendo a musa inspiradora de vários compositores brasileiros. [...] Uma grande dama, que continua espiritualmente entre nós para sempre". Apresentou-se em público até pouco antes de morrer aos 95 anos de idade.
Recebeu a Medalha Carlos Gomes. Villa-Lobos, Camargo Guarnieri, Francisco Mignone, Almeida Prado e Radamés Gnattali dedicaram-lhe obras. Os cem anos de seu nascimento foram comemorados com uma missa organizada pela Academia Nacional de Música e um concerto no Teatro Municipal do Rio de Janeiro, junto com a exibição de um vídeo narrando sua trajetória. Em 2014 sua memória foi lembrada em uma exposição em Petrópolis organizada pela prefeitura. Uma orquestra sinfônica de Campos foi batizada com seu nome.